# フェデリーコ・ファルッフィーニ

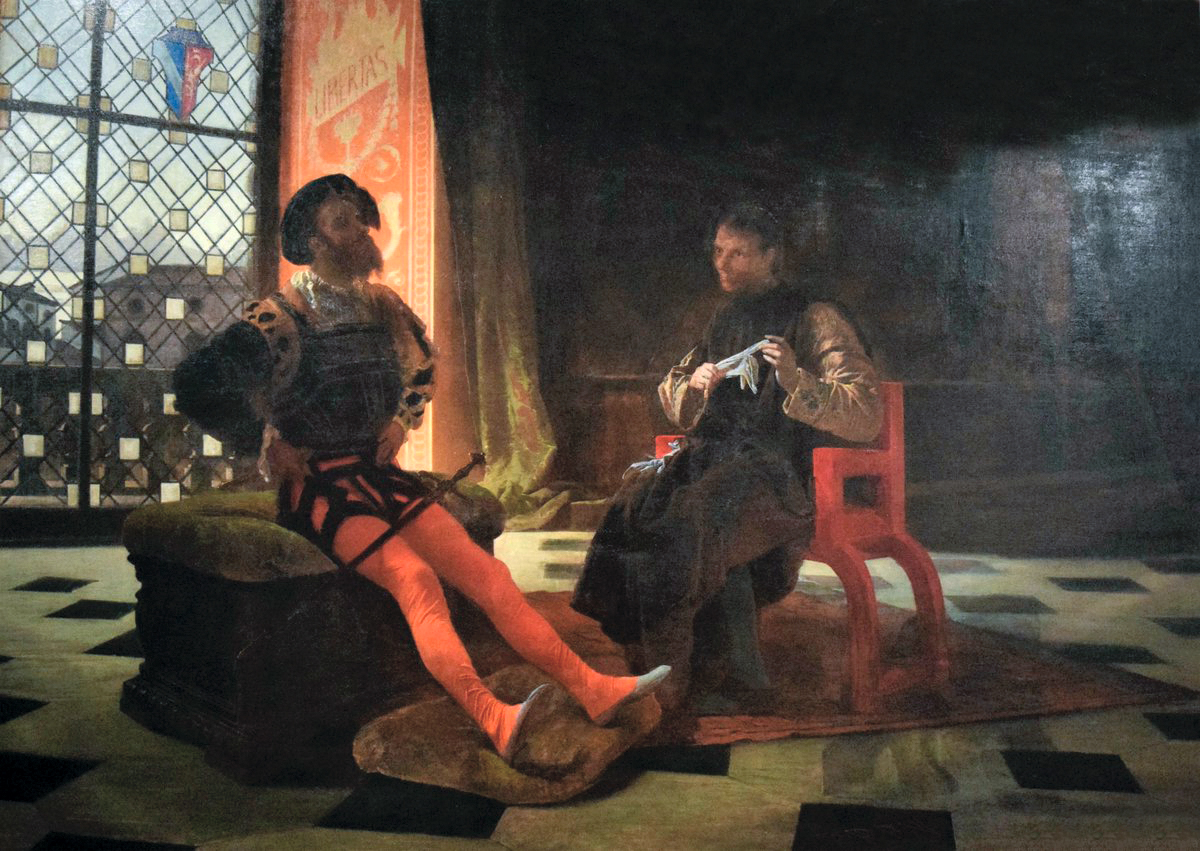
『チェザーレ・ボルジアとマキャヴェッリ』1867年のパリ国際展の入賞作

フェデリーコ・ファルッフィーニ（イタリア語: Federico Faruffini, 1833年8月12日 - 1869年12月15日）はイタリアの画家である。歴史画や宗教画を描いた。

## 略歴
現在のロンバルディア州ミラノ県のセスト・サン・ジョヴァンニに生まれた。パヴィーアの絵画学校(Civica Scuola di Pittura)でルイージ・トレコート(Luigi Trecourt: 1812–1882)に学んだ後、ミラノのブレラ美術アカデミーでジュゼッペ・ベルティーニに学んだ。1847年からクレモナでジョヴァンニ・カルノヴァリ(1804-1873)のもとで働きその影響を受けた。1856年から1858年の初めまでローマで活動し、その後、パヴィーアの聖堂の装飾画の仕事をした。
1864年からブレラ美術アカデミーの展覧会に出展を始め、1868年には展覧会で賞を受けた。1867年には万国博覧会と並行して開催されたサロンの展覧会にも出展した。
画家のトランクイッロ・クレモナやダニエーレ・ランツォーニ、ルイージ・コンコーニとともにミラノを中心に展開された共和主義的作家たちの前衛芸術運動、「スカピリアトゥーラ派」(scapigliatura)のメンバーであった。
1869年にペルージャでシアン化カリウムを用いて服毒自殺した。

## 作品

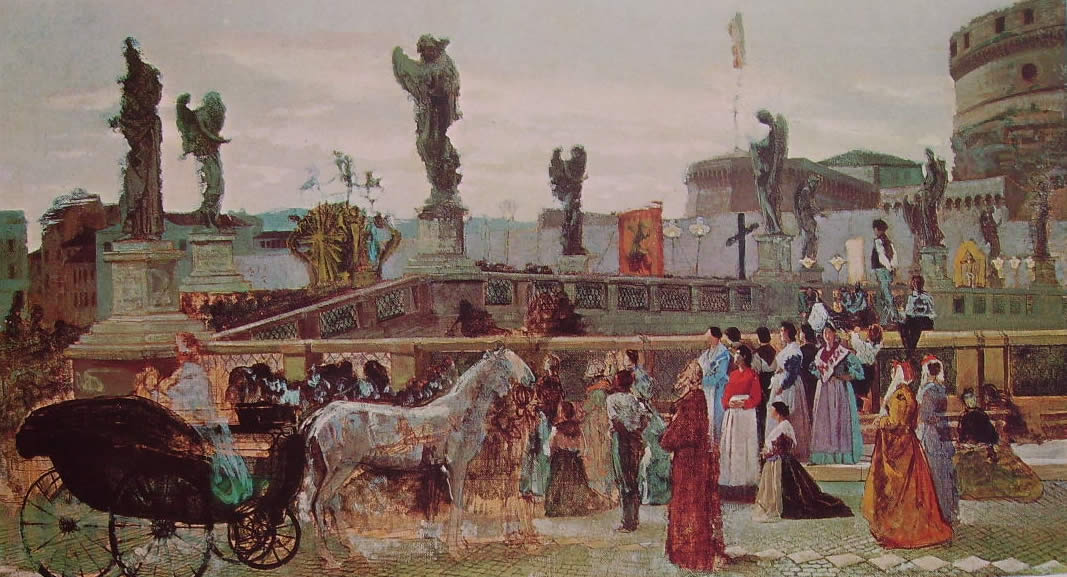
「サンタンジェロ橋」
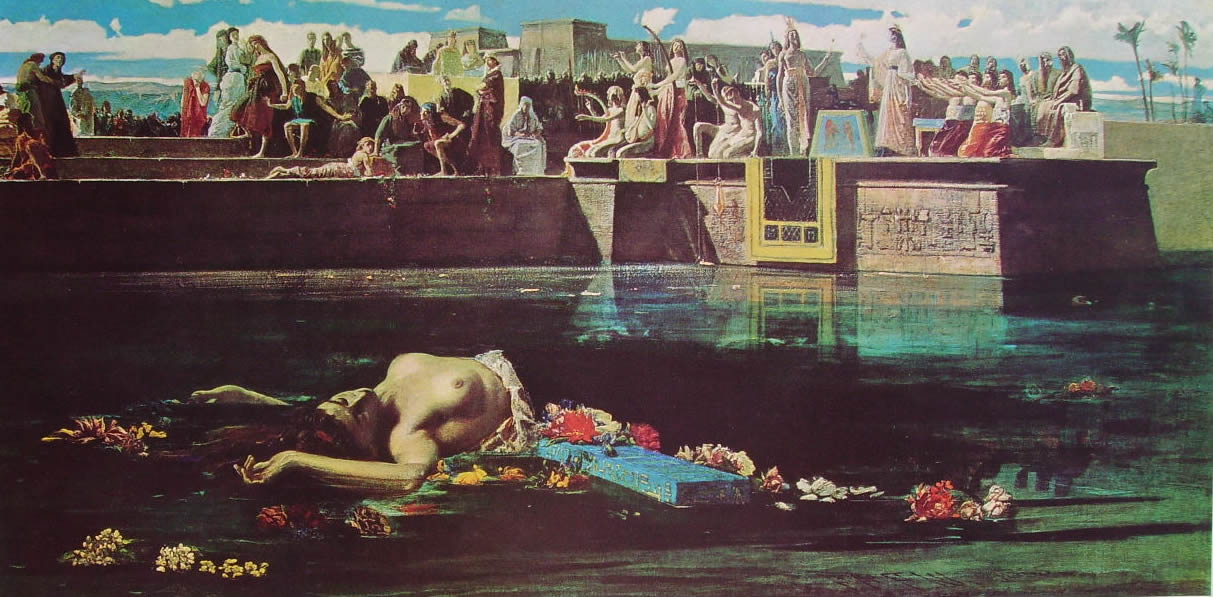
「ナイルの花嫁(生贄)」
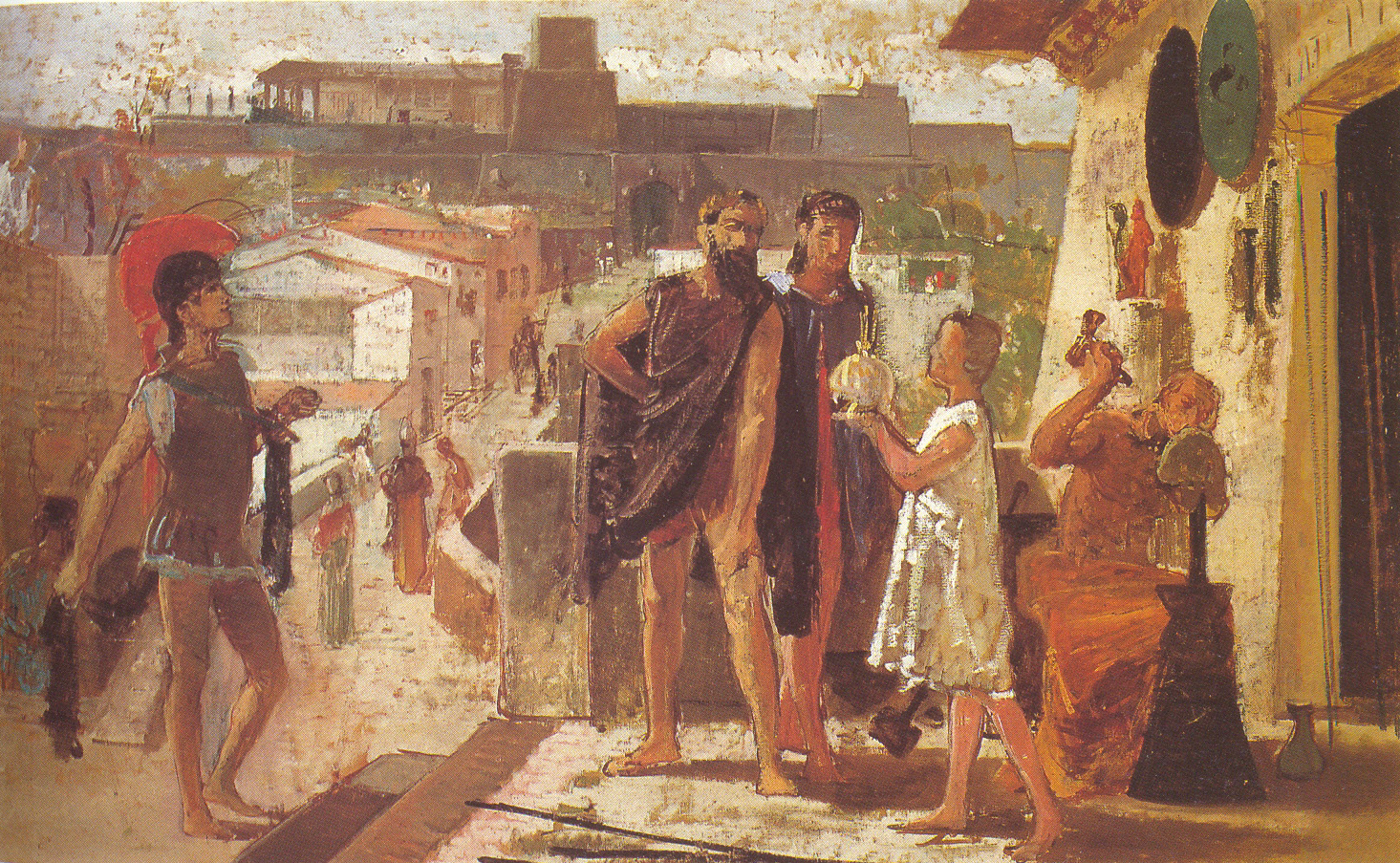
「ペルージャのエトルリア人」(1867/1869)